# Palacio de Gobierno de San Luis Potosí
El Palacio de Gobierno de San Luis Potosí es un inmueble de estilo neoclásico ubicado en el Plaza de Armas de la ciudad de San Luis Potosí, San Luis Potosí, México. Es catalogado como monumento histórico por el Instituto Nacional de Antropología e Historia (INAH) para su preservación. Actualmente es sede del gobernador de San Luis Potosí.

## Historia
Las antiguas Casas Reales se ubicaban donde ahora está el Palacio Municipal. La expulsión de los jesuitas de la Monarquía Hispánica de 1767 causó una revuelta entre los habitantes de la ciudad. quienes lograron invadir las antiguas Casas Reales y destruirla. José de Gálvez y Gallardo llegó a la ciudad como parte de una expedición para aplastar las revueltas. Castigados los agitadores, Gálvez ordenó la construcción de las nuevas Casas Reales en la parte poniente de la Plaza de Armas el 10 de octubre de 1767.
Los planos fueron realizados por Miguel Constanzó, que tardó cerca de seis años en entregarlos. La primera piedra se colocó el 5 de febrero de 1770 y se comenzó su construcción en febrero de 1798 del edificio proyectado al estilo neoclásico. En 1806 se suspendió la obra por falta de fondos y también por falta de arquitecto; fue entonces cuando José María de la Candelaria Pérez, que era arquitecto, continuó con este gran proyecto. El palacio se concluyó en 1827 pero la conclusión fue relativa, ya que en la parte posterior quedó una parte inconclusa. Fue ocupado por el ayuntamiento hasta 1873, aunque un decreto de 1827 ordenaba que pasará al gobierno estatal.
En noviembre de 1816 y hasta diciembre de 1817 el arquitecto Juan Crouset fue llamado para reparar techos y pequeños deterioros, aunque resulta un poco absurda la reparación dado que tenía relativamente poco de que se había levantado.
Es uno de los edificios más importantes y significativos de todo el estado de San Luis Potosí, pues ha presenciado importantes acontecimientos históricos. En el edificio se han hospedado muchos personajes importantes. Agustín de Iturbide estuvo ahí en 1815, Antonio López de Santa Anna en 1823, Anastasio Bustamante en 1832 antes de la Batalla de El Gallinero. Los primeros muebles finos con que se decoró el palacio los mandó traer de Estados Unidos en 1854 Anastasio Parrodi durante su gubernatura, tuvieron vida efímera. También la habitaron Miguel Miramón en 1858 después de la Batalla de Ahualulco, Santos Degollado en 1859, Rómulo Díaz de la Vega en 1860 así como Jesús González Ortega en distintas ocasiones. Llegó a ser la casa presidencial cuando San Luis Potosí fue nombrado capital de la república por Benito Juárez.

## Arquitectura
El edificio cuenta con dos cuerpos; el primero se conforma de elementos (la mayoría de tipo históricos), como un reloj colocado en el balcón principal en 1910 que conmemora el Centenario de la Independencia de México.
El segundo cuerpo contiene maceteros que combinan con la cantera gris con la que fue construido el inmueble. Además de esto, también se encuentra una puerta amplia que conduce al interior del palacio, donde se encuentra el patio central.
La planta del edificio se aparta de lo común en las construcciones neoclásicas. El amplio zaguán desemboca en el patio frontal de la puerta; en los otros tres es donde se abren los arcos de medio punto arriba y abajo. La escalera no está al fondo, frente a la entrada tal como el Palacio Municipal o las antiguas Casas Reales sino que en la segunda parte el zaguán es donde se desarrollan las dos escaleras simétricas coronadas por dos amplias cúpulas ochavadas. El techo del corredor alto era originalmente de vigas. Había tres pequeños patios: dos en la parte posterior y uno en la esquina del primero. Las puertas y ventanas están hechas de madera de mezquite. El gobernador Pascual M. Hernández llevó a cabo las modificaciones de las ventanas y escaleras. La fachada sufrió modificaciones, como el reloj central de 1910, afortunadamente hecho con sentido común sin despegarse de la fachada, fue colocado en ocasión del primer centenario del Grito de Dolores y su autor fue el ingeniero Luis Barragán.
La fachada de cantera rosa, neoclásica sencilla y elegante. La marcan cuatro pilastras centrales dos de cada lado de la puerta  en la parte baja como contrafuertes. En la parte alta se ven otras pilastras menos realizadas, las cuales también están en el lado norte. Se corona con un balaustre en el que se reparten simétricamente macetones neoclásicos. Para el sesquicentenario de la Independencia se instaló la réplica de la campana de Dolores en 1960. El salón de recepciones se encuentra en el piso superior con ventanas a la plaza, se entra por la sala Hidalgo. Tiene un óleo del cura Miguel Hidalgo y Costilla, que es una copia del existente en Dolores Hidalgo, Guanajuato, así como de José Mariano Jiménez, Vicente Guerrero, Guadalupe Victoria y José María Morelos. En la sala Juárez hay una placa en la pared oriental con la leyenda 1863, 1867 que es alusiva a las dos ocasiones en las que Benito Juárez se hospedó ahí. Además, se habla de que allí fue firmada la denegación de indulto para el emperador Maximiliano y los generales Miguel Miramón y Tomás Mejía.